# Johan Tersteeg
Johan Tersteeg, beter bekend als J. Tersteeg ('s-Gravenhage, 25 maart 1873 – aldaar, 8 juni 1953) was een Nederlands officier, schrijver, literator en uitgever. Hij was bekend om zijn bijdragen aan de militaire en literaire pers en had een invloedrijke rol in de uitgeverswereld.

## Levensloop
Johan Tersteeg werd geboren op de Plaats in Den Haag als zoon van kunsthandelaar Hermanus Gijsbertus Tersteeg en Maria Magdalena Alida Pronk. Hoewel hij officieel de voornaam Johan droeg, stond hij algemeen bekend als J. Tersteeg. Hij volgde onderwijs aan de school van G.H. Bouscholte aan de Koninginnegracht en werd opgeleid voor de Koninklijke Militaire Academie in Breda, waar hij in 1889 op zestienjarige leeftijd werd toegelaten.
Tijdens zijn militaire opleiding toonde hij al literaire ambities en was hij van 1892 tot 1898 actief als schrijver voor het tijdschrift De Landsverdediging, waar hij onder pseudoniemen kritische stukken over de militaire organisatie publiceerde. In 1895 werd hij benoemd tot tweede luitenant bij de infanterie. Zijn literaire werk kreeg steeds meer aandacht, met publicaties in onder meer Elseviers Geïllustreerd Maandschrift en Boon's Geïllustreerd Magazijn. In 1899 begon hij met het schrijven van literair-historische en militaire artikelen voor Het Dagblad van Gouda.

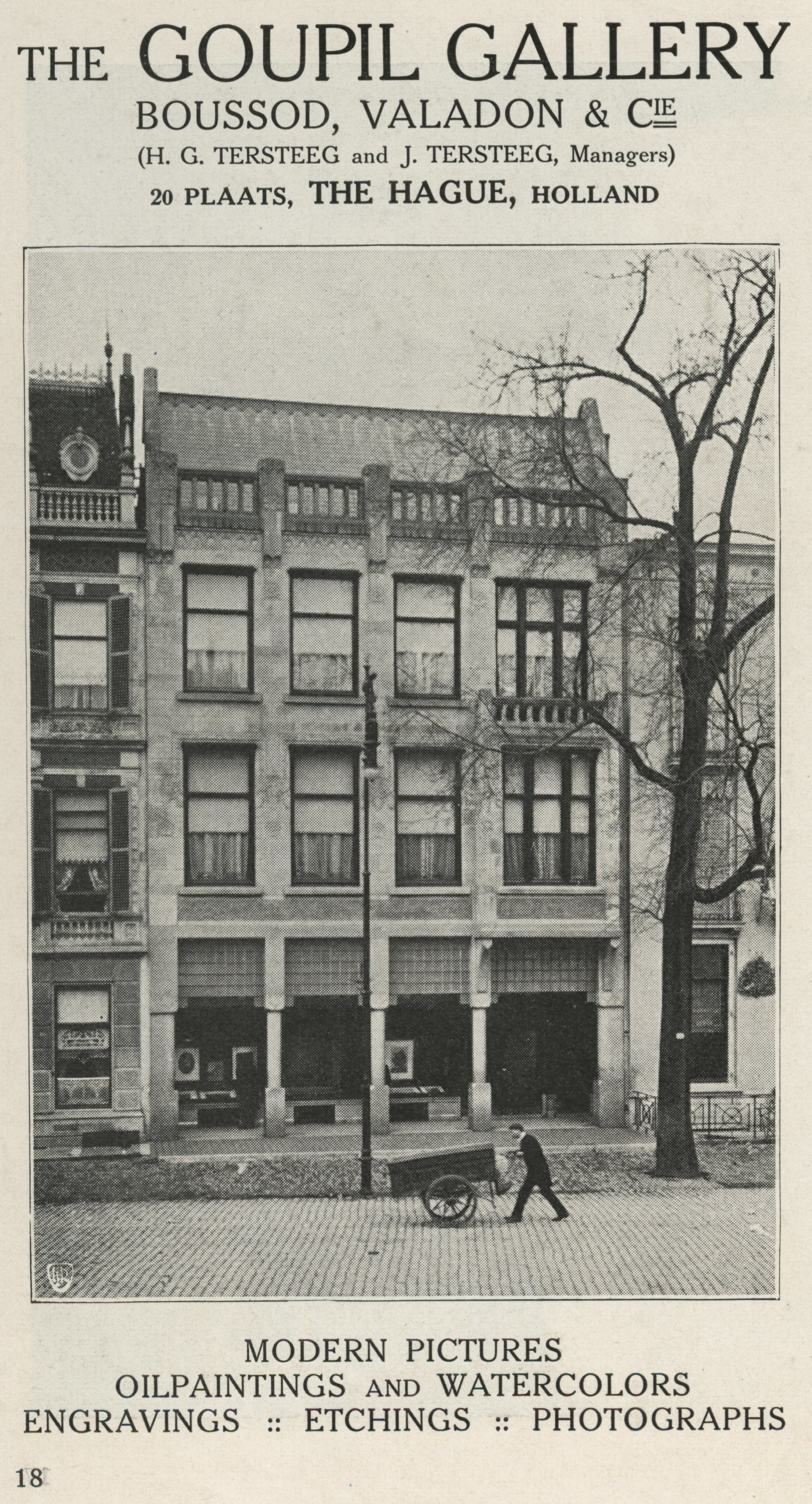
Kunsthandel Goupil in Den Haag, tevens het geboortehuis van Johan Tersteeg

In 1905 verliet Tersteeg het leger en ging hij werken bij het uitgeverskantoor van de firma Becht in Amsterdam. Kort daarop werd hij opgenomen in de zaak van zijn vader, kunsthandel Goupil in Den Haag. In deze periode reisde hij veelvuldig naar het moederbedrijf Goupil & Cie in Parijs en naar veilingen in Londen. Ook ondernam hij zakenreizen naar de Verenigde Staten. Zijn ervaringen en observaties verwerkte hij in romans zoals Dubbele levens en De man van veertig jaar. Onder het pseudoniem J. Eilkema de Roo publiceerde hij romans als De weg van Paul de Raet en De rijke jongeling, waarin zijn interesse voor het katholicisme naar voren kwam.
Door de Eerste Wereldoorlog werd de Haagse vestiging van kunsthandel Boussod, Valadon & Cie (de opvolger van Goupil) afgesneden van het moederbedrijf, wat uiteindelijk leidde tot liquidatie. Tersteeg werd vervolgens mededirecteur bij uitgeverij Sijthoff in Leiden. Hij speelde een prominente rol in de Nederlandse boekenwereld. Zo was hij betrokken bij de Nederlandsche Bibliographie en het Letterkundig Bijblad van de Nieuwe Rotterdamsche Courant. Vanaf 1918 was hij hoofdredacteur van het maandblad van de Nederlandsche Uitgeversbond, waarin hij met grote scherpte misstanden in het boekenvak aan de kaak stelde.
In 1923 werd Tersteeg mededirecteur van de pas opgerichte N.V. Leidsche Uitgeversmaatschappij. Hoewel hij aanvankelijk veel succes had in de uitgeverswereld, kreeg hij te maken met financiële tegenslagen. Hij bleef zich inzetten voor de promotie van literatuur en was een van de drijvende krachten achter de oprichting van de commissie voor boekpropaganda en de instelling van de Boekenweek. De voorloper van het Boekenweekgeschenk is een boekje van zijn hand, getiteld: De Uitgever en zijn Bedrijf, dat in 1930 verscheen naar aanleiding van de "Dag van het Boek". De allereerste Boekenweek, in 1932, werd georganiseerd door een commissie onder zijn voorzitterschap.
Naast zijn uitgeefactiviteiten was Tersteeg actief in diverse culturele en literaire verenigingen, waaronder de Vereniging tot Vereenvoudiging van de Spelling en het Genootschap Nederland-Frankrijk. Hij hield lezingen en schreef artikelen over de hedendaagse literatuur en kunst.
In de laatste jaren van zijn leven kampte Tersteeg met ernstige gezondheidsproblemen. In maart 1953 vierde hij nog zijn tachtigste verjaardag. Ter gelegenheid daarvan verscheen het Tersteeg-nummer, een aan hem gewijde aflevering van het maandblad van de Nederlandsche Uitgeversbond. Hij overleed tweeëneenhalve maand later, op 8 juni 1953 in 's-Gravenhage.

## Persoonlijk
Tersteeg was driemaal gehuwd. In 1900 trouwde hij in Gouda met Elisabeth Keus, met wie hij twee zonen kreeg, onder wie Herman Gijsbert Tersteeg, later toneelspeler. Het echtpaar scheidde in 1919. In hetzelfde jaar hertrouwde hij in Amsterdam met romanschrijfster Julia Frank. Zij overleed in 1926, op 33-jarige leeftijd. In 1927 hertrouwde Tersteeg in Den Haag met Neeltje Maria Wilhelmina de Hen.
- Digitale Bibliotheek voor de Nederlandse Letteren: ters002
- Gemeinsame Normdatei: 139089268
- International Standard Name Identifier: 0000 0003 9606 4772
- Nederlandse Thesaurus van Auteursnamen: 068580924
- Virtual International Authority File: 35460183